# Campeonato Peruano de Fútbol de 1964
El Campeonato Peruano de Fútbol de 1964 fue la edición número 48 del Campeonato Peruano de Fútbol y la temporada número 38 que fue organizado por la FPF. El campeón nacional fue Universitario de Deportes que obtuvo su décimo título.
En el torneo participaron diez clubes. Principalmente se enfrentaron en partidos de ida y vuelta bajo la modalidad de todos contra todos. Después de esto los equipos se dividieron en 2 grupos de 5 equipos: top 5, según los resultados de la primera ronda, jugaron entre sí por el título y los otros cinco jugaron para el descenso.

## Ascensos y descensos
| Posición | Ascendido de Segunda División 1963 |
| -------- | ---------------------------------- |
| 1º       | Carlos Concha                      |

| Posición | Descendido de Primera División 1963 |
| -------- | ----------------------------------- |
| 10º      | Mariscal Sucre                      |

## Equipos participantes
| Club                      | Ciudad | Entrenador          |
| ------------------------- | ------ | ------------------- |
| Alianza Lima              | Lima   | Jaime de Almeida    |
| Carlos Concha             | Callao | Agapito Perales     |
| Centro Iqueño             | Lima   | César López Fretes  |
| Ciclista Lima             | Lima   | José Chiarella      |
| Defensor Lima             | Lima   | Filpo Núñez         |
| Deportivo Municipal       | Lima   | Juan Honores        |
| KDT Nacional              | Callao | César Brush         |
| Sport Boys                | Callao | José Gomes Nogueira |
| Sporting Cristal          | Lima   | Alberto Terry       |
| Universitario de Deportes | Lima   | Marcos Calderón     |

## Tabla de posiciones
| P  | Equipo                    | PJ | PG | PE | PP | GF | GC | DG  | Ptos |
| -- | ------------------------- | -- | -- | -- | -- | -- | -- | --- | ---- |
| 1  | Universitario de Deportes | 18 | 14 | 1  | 3  | 43 | 17 | +26 | 29   |
| 2  | Sporting Cristal          | 18 | 10 | 4  | 4  | 31 | 18 | +13 | 24   |
| 3  | Alianza Lima              | 18 | 10 | 3  | 5  | 33 | 15 | +18 | 23   |
| 4  | Deportivo Municipal       | 18 | 11 | 1  | 6  | 32 | 22 | +10 | 23   |
| 5  | Sport Boys                | 18 | 9  | 3  | 6  | 30 | 14 | +16 | 21   |
| 6  | Centro Iqueño             | 18 | 8  | 5  | 5  | 21 | 20 | +1  | 21   |
| 7  | Defensor Lima             | 18 | 4  | 5  | 9  | 20 | 29 | -9  | 13   |
| 8  | Ciclista Lima             | 18 | 4  | 4  | 10 | 21 | 35 | -14 | 14   |
| 9  | Carlos Concha             | 18 | 3  | 2  | 13 | 15 | 45 | -30 | 8    |
| 10 | KDT Nacional              | 18 | 1  | 4  | 13 | 7  | 38 | -31 | 6    |

PJ = Partidos jugados; PG = Partidos ganados; PE = Partidos empatados; PP = Partidos perdidos; GF = Goles a favor ; GC = Goles en contra; DG = Diferencia de goles; Pts = Puntos
|  | Liguilla por el título   |
|  | Liguilla por el descenso |

## Liguilla por el título
| P | Equipo                    | PJ | PG | PE | PP | GF | GC | DG  | Ptos |
| - | ------------------------- | -- | -- | -- | -- | -- | -- | --- | ---- |
| 1 | Universitario de Deportes | 22 | 17 | 2  | 3  | 49 | 18 | +31 | 36   |
| 2 | Alianza Lima              | 22 | 11 | 5  | 6  | 37 | 19 | +18 | 27   |
| 3 | Deportivo Municipal       | 22 | 12 | 3  | 7  | 40 | 27 | +13 | 27   |
| 4 | Sport Boys                | 22 | 11 | 3  | 8  | 33 | 18 | +15 | 25   |
| 5 | Sporting Cristal          | 22 | 10 | 5  | 7  | 32 | 25 | +7  | 25   |

PJ = Partidos jugados; PG = Partidos ganados; PE = Partidos empatados; PP = Partidos perdidos; GF = Goles a favor ; GC = Goles en contra; DG = Diferencia de goles; Pts = Puntos
|  | Campeón |
|                                            |
| Campeón Nacional Universitario 10.º Título |

## Liguilla por el descenso
| P  | Equipo        | PJ | PG | PE | PP | GF | GC | DG  | Ptos |
| -- | ------------- | -- | -- | -- | -- | -- | -- | --- | ---- |
| 6  | Centro Iqueño | 22 | 10 | 5  | 7  | 24 | 24 | 0   | 25   |
| 7  | Defensor Lima | 22 | 7  | 6  | 9  | 30 | 31 | -1  | 20   |
| 8  | Ciclista Lima | 22 | 6  | 5  | 11 | 25 | 39 | -14 | 17   |
| 9  | Carlos Concha | 22 | 3  | 5  | 14 | 20 | 51 | -31 | 11   |
| 10 | KDT Nacional  | 22 | 1  | 5  | 16 | 12 | 50 | -38 | 7    |

PJ = Partidos jugados; PG = Partidos ganados; PE = Partidos empatados; PP = Partidos perdidos; GF = Goles a favor ; GC = Goles en contra; DG = Diferencia de goles; Pts = Puntos
|  | Descenso a Segunda División 1965 |

## Goleadores
| Jugador          | Equipo                    | Goles |
| ---------------- | ------------------------- | ----- |
| Ángel Uribe      | Universitario de Deportes | 15    |
| Nemesio Mosquera | Deportivo Municipal       | 14    |
| Víctor Zegarra   | Alianza Lima              | 14    |
| Wilson Buzzone   | Sport Boys                | 11    |
| Jorge Vásquez    | Sporting Cristal          | 11    |
| Pedro Pablo León | Alianza Lima              | 10    |
| José Carrasco    | Deportivo Municipal       | 10    |
| Alejandro Guzmán | Universitario de Deportes | 10    |